# Vinga
Vinga leží v západní části Rumunska, v severní části Banátu, na mezinárodní silnici E 671 a železniční trati mezi městy Timisoara a Arad. Obyvatelstvo je především rumunské nebo maďarské národnosti. Žije zde i katolická bulharská menšina, která byla do roku 1930 majoritní. Mezi další etnika patří Romové, Slováci, Ukrajinci a Srbové.

## Historie
První důkaz existence obca Vinga pochází z roku 1231. Během expanze Osmanské říše na Balkán byla obec zničena, ale v první polovině 18. století začaly osídlovat obec rodiny ze západního Bulharska V roce 1744 již dostává Vinga statut města, no dnes má jenom statut obce (rum. Comuna)

## Náboženství
Banátští Bulhaři, kteří začali osídlovat obec, jsou na rozdíl od většiny ostatních Bulharů římští katolíci. Impozantní katolický kostel, který postavili koncem 19. století, je vidět již z dálky. Několik desítek metrů od něj je postaven pravoslavný chrám, kde se scházejí zejména rumunští věřící. Další dva chrámy patří baptistům a letničním křesťanům.

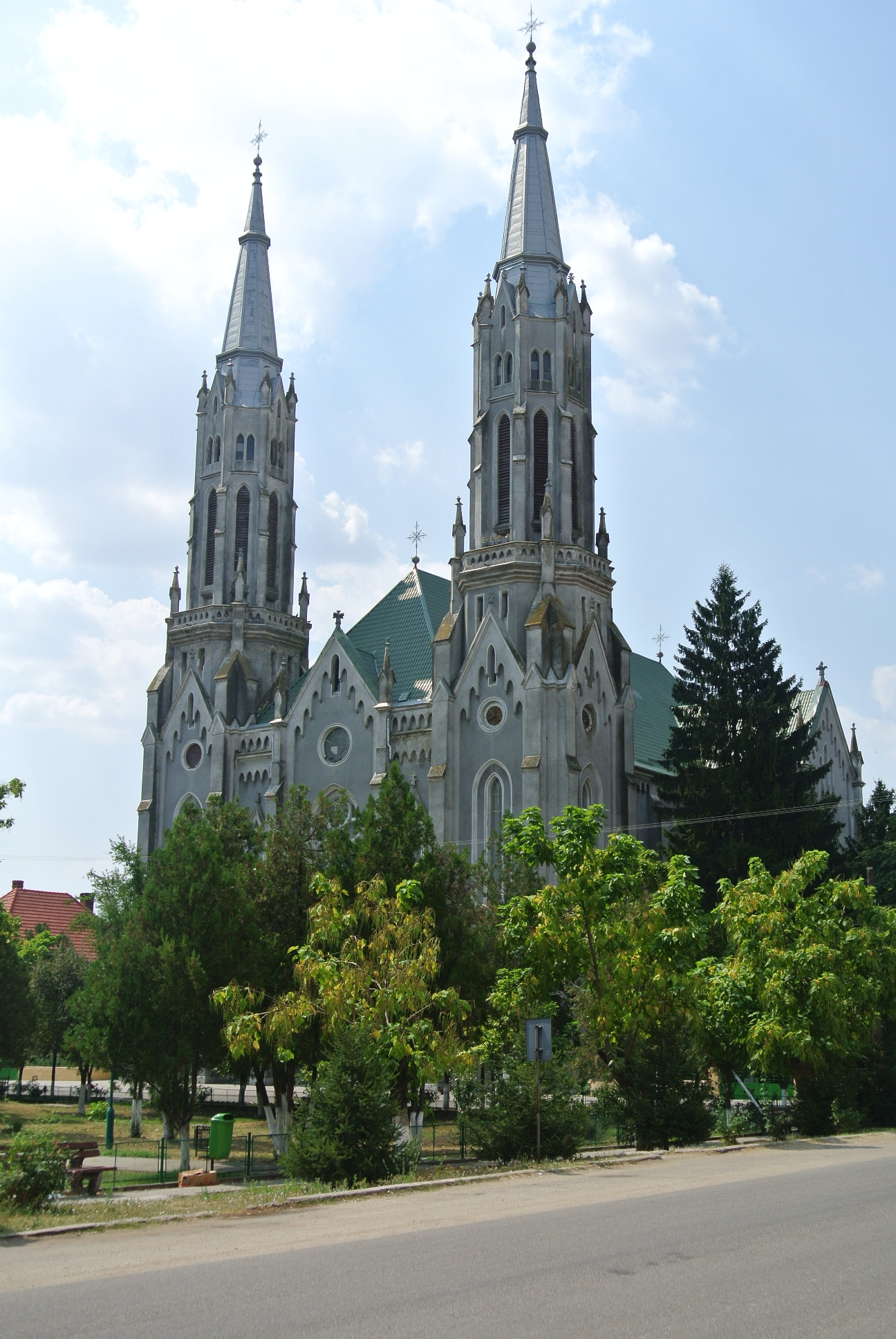
Římskokatolický kostel